# リアビズ
リアビズ高校生模擬起業グランプリ（りあびずこうこうせいもぎきぎょうぐらんぷり、英語: LIABIZU HIGH SCHOOL STUDENT MOCK ENTREPRENEURSHIP GRAND PRIX）は、高校生を対象としたキャリア教育プログラムである。通称はリアビズ。
全国の高等学校および中等教育学校後期課程、高等専門学校に在学する者が対象。

## 概要
NPO法人金融知力普及協会が、第14回エコノミクス甲子園内で行われた「ビジネスラウンド」の好評ぶりをきっかけとして、人生設計や将来のキャリアについてリアルなビジネス体験を通して多様な学びの機会を提供するプログラムとして企画・開催された。文部科学省・総務省が後援しており、2020年より開催されている高校生を対象とした模擬起業プログラムである。
同一校に通う3-6人の高校生で1チームを組む。高等専門学校の学生は3年生まで出場可能（正確には「在籍3年以内」）。また、同一校からは上限なしに複数のチームが出場することも可能である。書類審査によるビジネスプランの一次審査突破チームには30万円が貸与され、約半年の模擬起業活動を通してグランプリを争う。グランプリチームには1人あたり約8万円の研修用旅行券のほか、国際経済オリンピックの日本代表候補になれる。
2021年度には、経済産業省が主催するキャリア教育アワードにおいて、優秀賞を受賞している。

## 大会内容
書類審査による一次審査が行われ、審査突破チームには30万円の資金が貸与される。その資金を元に約半年の模擬起業活動を行い、その成果を成果発表会(東京開催)で発表し、グランプリチームを決定する。
| 回数  | 一次審査募集期間             | 商品販売期間                  | 成果発表会開催日               | エントリー数 | 一次審査突破チーム数 |
| ----- | ---------------------------- | ----------------------------- | ------------------------------ | ------------ | -------------------- |
| 第1回 | 2020年9月1日～2020年9月30日  | 2021年1月13日～2021年1月31日  | 2021年3月7日                   | 49チーム     | 10チーム             |
| 第2回 | 2021年7月1日～2021年7月1日   | 2021年11月1日～2021年11月30日 | 2022年1月15日                  | 49チーム     | 10チーム             |
| 第3回 | 2022年6月25日～2022年6月29日 | 2022年11月1日～2022年11月30日 | 2023年2月11日                  | 55チーム     | 11チーム             |
| 第4回 | 2023年6月11日～2023年6月15日 | 2023年10月1日～2023年10月31日 | 2023年12月9日～2023年12月10日  | 31チーム     | 6チーム              |
| 第5回 | 2024年6月1日～2024年6月13日  | 2024年10月8日～2024年11月7日  | 2024年12月20日～2024年12月21日 | 91チーム     | 6チーム              |
| 第6回 | 2025年6月1日～2025年6月10日  | 2025年10月6日～2025年11月9日  | 2025年12月21日                 | 未定         | 未定                 |

## 歴代のグランプリ獲得チーム
| 回数  | 学校名                   | 模擬企業名   | 商品名                     |
| ----- | ------------------------ | ------------ | -------------------------- |
| 第1回 | 昭和薬科大学附属高等学校 | Abouquet     | ななちかふぅ               |
| 第2回 | 安田女子高等学校         | アカイカンナ | 折り鶴ブックカバー         |
| 第3回 | 昭和薬科大学附属高等学校 | シュシュ     | じわっと。コーヒー         |
| 第4回 | 大阪府立富田林高等学校   | ぷるーとん   | えびのいもこの炊き込みご飯 |
| 第5回 | 東京都立国立高等学校     | カマエ       | とこしえざくら             |